# Base General Bernardo O'Higgins

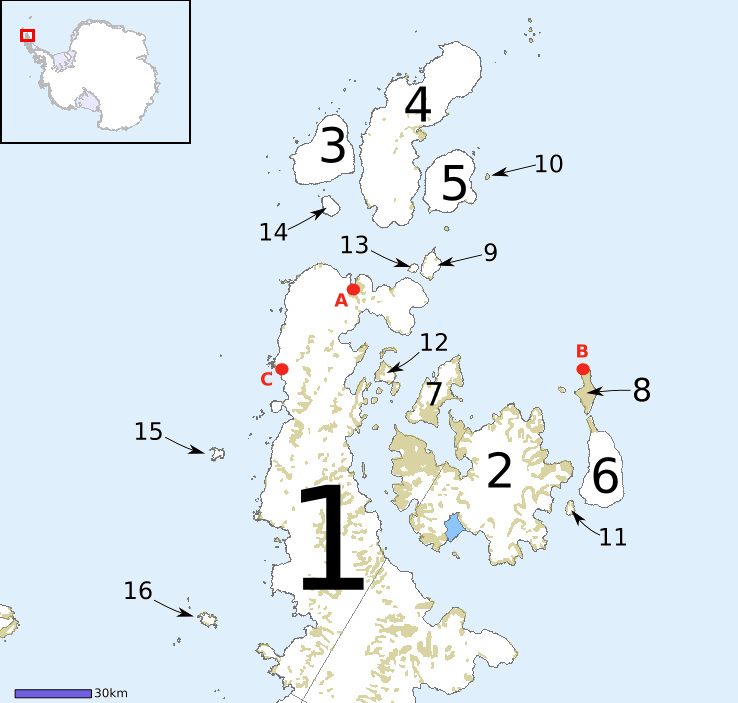
Localização da estação no local marcado com "C"

A Base General Bernardo O'Higgins é uma das principais bases antárticas chilenas, está situada no território antártico chileno, pertencente a região de Magalhães e Antártica. Foi fundada pelo presidente Gabriel González Videla em 18 de fevereiro de 1948 e batizada em homenagem ao libertador Bernardo O'Higgins Riquelme. A base é comandada pelo exército chileno.
Durante o inverno a base tem cerca de 18 ocupantes e atinge o seu ápice populacional no verão, com 44 ocupantes, embora ela tenha capacidade para 60.
Nela também está localizada a German Antarctic Receiving Station (GARS), uma estação terrena de recepção de satélites alemã, estabelecida em 1991 pelo Centro Aeroespacial Alemão.